# Baiana (álbum)

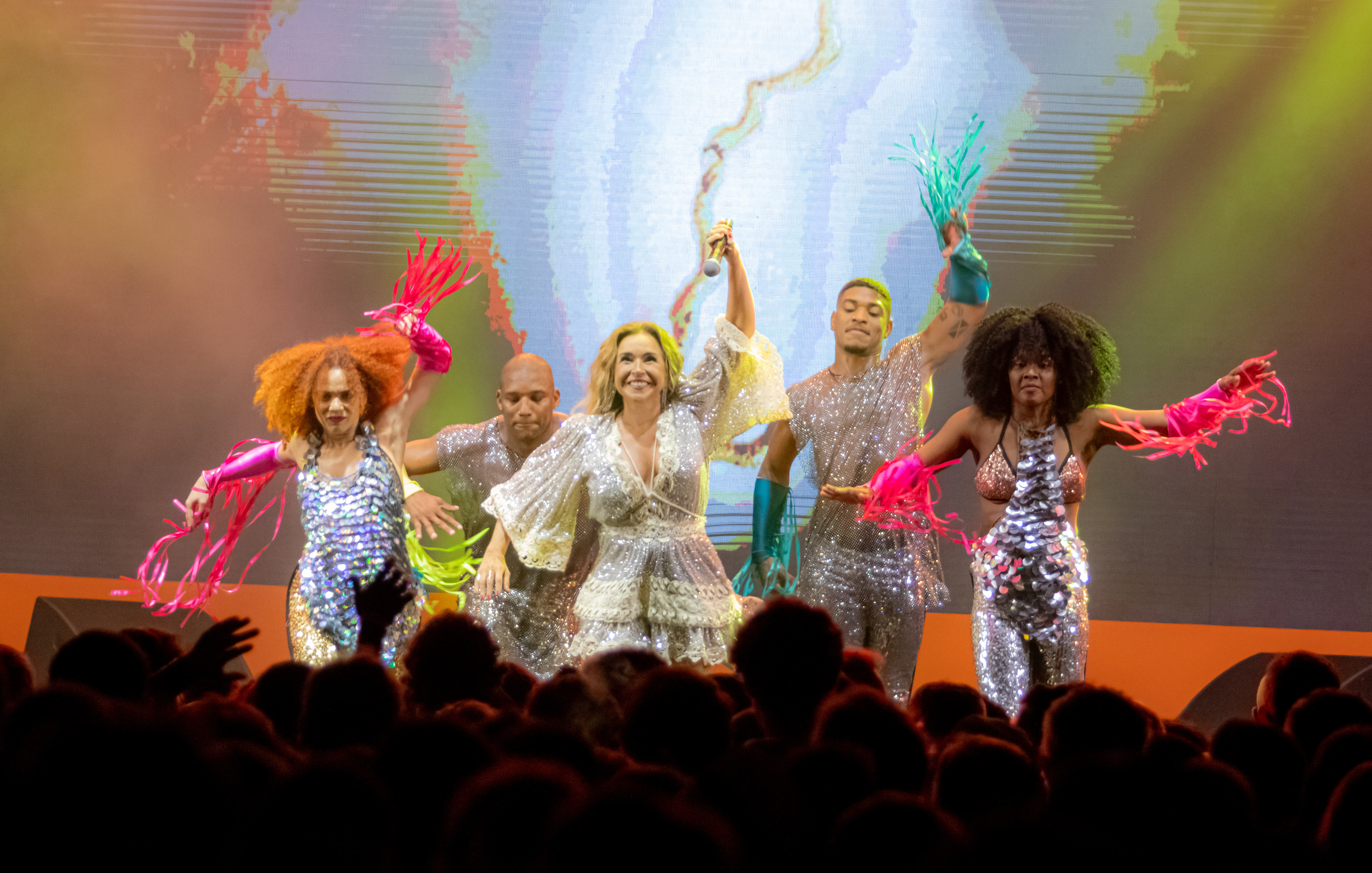
Mercury durante a Tour Baiana (2023).

Baiana é décimo-terceiro álbum de estúdio da artista musical brasileira Daniela Mercury, lançado em 2 de dezembro de 2022, através da gravadora independente Páginas do Mar. Sua arte de capa exibe a intérprete em foto de Célia Santos emoldurada pela arte de Letícia Vasconcelos. A primeira música de trabalho, "Soteropolitanamente na Moral", foi lançada em 4 de novembro. Além disso, foi promovido com uma turnê internacional que estreou em Portugal em 23 do mesmo mês.
1. Mulheres do Mundo
2. Macunaima
3. Baiana
4. O Samba Não Pode Esperar
5. Soteropolitanamente Na Moral
6. Intimidade Com a Entidade
7. Caetano Filho do Tempo
8. Bombinha
9. A Felicidade
10. Me Dê
11. Engomadeira
12. Deixa Rolar
13. Disparo a Flecha
14. Aglomera